# Plateau de Querfurt
Le plateau de Querfurt (en allemand : Querfurter Platte) est un paysage qui s'étend sur le territoire des arrondissements de la Saale, de Mansfeld-Harz-du-Sud et du Burgenland. C'est un plateau onduleux sur une base calcaire dont l'altitude varie entre 120 et 244,6 m. Il est nommé d'après la ville de Querfurt qui est située dans la partie nord du paysage.

## Géographie
Le plateau de Querfurt est bordé par les collines de Hornburg au nord-ouest, la vallée de la Geisel à l'est, la vallée de l'Unstrut près de Nebra au sud, et le plateau de grès bigarré de la forêt de Ziegelroda à l'ouest. Son élévation la plus haute est la colline Barnstädter Huthügel près du village de Barnstädt.
Le plateau de Querfurt en unité avec les plateaux inférieures de l'Unstrut (Querfurter Platte und Untere Unstrutplatten) est considéré comme une zone périphérique du bassin de Thuringe. 
En raison des conditions géologiques, de la situation dans les zones sèches d'Allemagne centrale et de l'agriculture intensive, le plateau de Querfurt se caractérise par un faible drainage de surface et une faible densité de rivières.

## Géologie
La roche du sous-sol (calcaire coquillier du trias inférieur) et les épaisses couches de lœss sus-jacentes provoquent un léger mouvement du relief. La morphologie plate et ondulée du paysage entraîne divers processus d'accumulation et d'érosion. À l'ouest et au sud, le plateau, qui descend en pente douce vers l'est, se termine par une marche abrupte. 

## Climat
Les conditions climatiques sont déterminées par l'emplacement dans la région sèche de l'Allemagne centrale. Les précipitations annuelles moyennes sont d'environ 500 mm (Querfurt : 488 mm), la température moyenne annuelle est de 8 à 9 °C (Bad Lauchstädt : 8,8 °C). 

## Économie

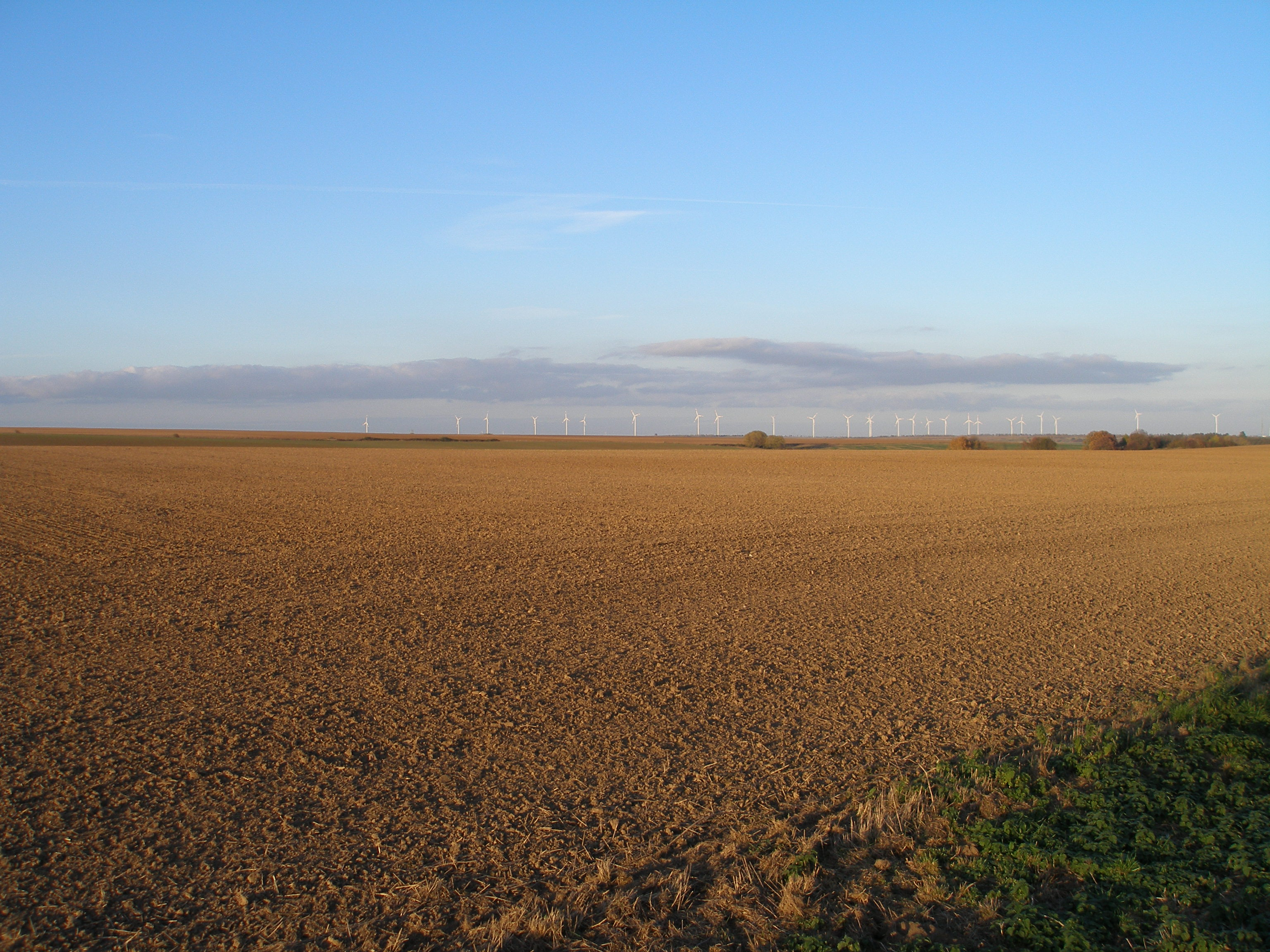
Vue de Hermannseck à travers le plateau de Querfurt vers le parc éolien de Oberfarnstädt

Le plateau de Querfurt est l'une des plus grandes zones de lœss et de tchernoziom de Saxe-Anhalt. Ses sols ont un potentiel de rendement élevé. Le paysage est caractérisé par une agriculture intensive et est donc pauvre en structure. Le paysage est dominé par de grands champs arables dans un paysage agricole ouvert. Les éléments structurels tels que les petits bosquets, les haies, les bordures de champs et les rangées d'arbres ne sont présents qu'en petit nombre. 
Plusieurs parcs éoliens ont été construits dans la région en raison du fort potentiel éolien du paysage ouvert. 